# Zurich Renegades
Der American Football Club Zurich Renegades, kurz Zurich Renegades oder nur Renegades, ist ein 1983 gegründeter American-Football-Club in der Stadt Zürich. Die Renegades sind der älteste noch existierende American-Football-Club der Schweiz und setzen neun Teams in den American- und Flag-Football-Ligen des Schweizerischen American Football Verband ein. Der Verein stellte sieben Mal den Swiss-Bowl-Champion und holte insgesamt 29 Schweizer-Meistertitel – aktuell die beiden Meistertitel 2023 im Junioren-Flag-Football. Rund 250 aktive Sportlerinnen und Sportler spielen für die Teams der Renegades.

## Geschichte

### Die 1980er: Gründung, erste Titel und Zwangsabstieg in die NLB
Der AFC Zurich Renegades wurde am 17. November 1983 gegründet und ist der älteste noch existierende American Football Club der Schweiz. Im ersten vollen Vereinsjahr, 1984, spielten die Renegades einige Freundschaftsspiele im In- und Ausland. So kam es zum ersten Football-Spiel einer Schweizer und einer deutschen Mannschaft überhaupt (gegen die Rothenburg Knights, heute Franken Knights). 1985 spielten die Renegades mangels genügend Gegnern in der Schweiz in der Bayerischen Oberliga mit, wo sie den 3. Platz belegten. 1986 konnte in der Schweiz erstmals eine Football-Meisterschaft ausgetragen werden, welche die Renegades auf dem 2. Schlussrang abschlossen. Gegner in dieser Swiss Bowl waren die Lugano Seagulls, dem damals dominanten Team in der Schweiz. In diesem Jahr gründete der Verein bereits das erste Juniorenteam der Schweiz.
In den beiden darauffolgenden Jahren (1987 und 1988) gewannen die Renegades ihre ersten beiden Swiss Bowls und holten den Schweizer-Meistertitel Nummer eins und zwei nach Zürich. Im Swiss Bowl II (1987) wurden die amtierenden Meister, die Lugano Seagulls, mit 8:0 besiegt. Ein Jahr später im Swiss Bowl III (1988) konnten die Bienna Jets mit 14:6 bezwungen werden.
Als amtierender Meister gelang es den Renegades 1989 überraschenderweise nicht, ein funktionierendes Team zu stellen. Das Team zog sich aus der laufenden A-Meisterschaft zurück und so wurden die Renegades 1990 erstmals b-klassig (Nationalliga B). Dies war dank des direkten Wiederaufstiegs 1990 aber für lange Zeit die einzige Saison in der Zweitklassigkeit.

### Erfolglose 1990er Jahre in der NLA
Die 1990er Jahre waren für das First Team der Renegades eine lange Durststrecke. Es konnte nicht am Erfolg der 1980er angeknüpft werden und die Zürcher erreichten kein einziges Mal den Swiss Bowl. Da sich der Stadtzürcher Club in der NLA etablierte, musste aber auch kein erneuter Gang in die NLB angetreten werden. Erfolgreich war dafür die U19-Juniors, die in den 90er Jahren fünf Meistertitel erkämpfte.

### Die glorreichen 2000er Jahre
In den 2000er Jahren kehrte das Nationalliga-A-Team der Renegades auf die Erfolgsspur zurück und startete eine eindrückliche Meister-Serie. Sie standen in acht Swiss Bowls und konnten fünf davon für sich entscheiden. Das erste Finalspiel gegen die amtierenden Champions, die Seaside Vipers, ging noch mit 16:9 verloren. Im darauffolgenden Jahr (2001) konnten die Renegades den Swiss Bowl XVI mit 27:14 gegen die Gladiators beider Basel gewinnen. Ein Jahr später wiederholten die Zürcher den Erfolg mit einem 50:12-Sieg im Swiss Bowl XVII gegen die Seaside Vipers. In den Jahren 2004 bis 2006 stand man dreimal den Winterthur Warriors im Swiss Bowl gegenüber. In den Swiss Bowls XIX (2004, 54:13-Sieg) und XX (2005, 37:14-Sieg) gingen die Renegades als Sieger vom Platz. 2006 mussten sie sich 21:13 geschlagen geben. In den Jahren 2008 und 2009 kam es im Swiss Bowl jeweils auf ein Aufeinandertreffen mit den finanziell und sportlich erstarkten Calanda Broncos. Der Swiss Bowl XXIII (2008) konnte noch mit 52:17 gewonnen werden. 2009 siegten die Broncos im Swiss Bowl XXIV mit 35:23. In den Nuller-Jahren gründete der Verein auch seine ersten Flag-Football-Teams.
Nebst den Erfolgen auf nationaler Ebene konnten die Zürcher auch viermal am europäischen EFAF Cup teilnehmen, wo sie 2009 als erstes Schweizer Team ins Halbfinale vorstiessen.

### Die 2010er Jahre: Mittelfeld der NLA und Umbruch durch Abstieg in die NLB
Das nächste Jahrzehnt begann für die Renegades dank der Teilnahme des First Team am EFAF Cup 2010 gut. Doch danach folgten weniger gute Zeiten. Die Zürcher erreichten kein weiteres Mal den Swiss Bowl und verbrachten die 2010er Jahre grösstenteils im Mittelfeld der NLA, bis 2016 nach 26 Saisons in der höchsten Spielklasse der Abstieg in die NLB erfolgte. Nach dem Abstieg verliessen einige Spieler und fast der gesamte Coaching-Staff die Renegades und ein Umbruch begann. Mit dem mexikanischen Trainerduo Fabian Muñoz/Alonso Espinosa und vielen neuen Spielern konnten die Renegades 2018 und 2019 die NLB gewinnen und schafften 2019 den Wiederaufstieg in die NLA. Wiederum sorgten wenigstens die Junioren-Abteilung für Meistertitel.

### Corona-Pandemie, Absage NLA und Teilnahme Fall Cup

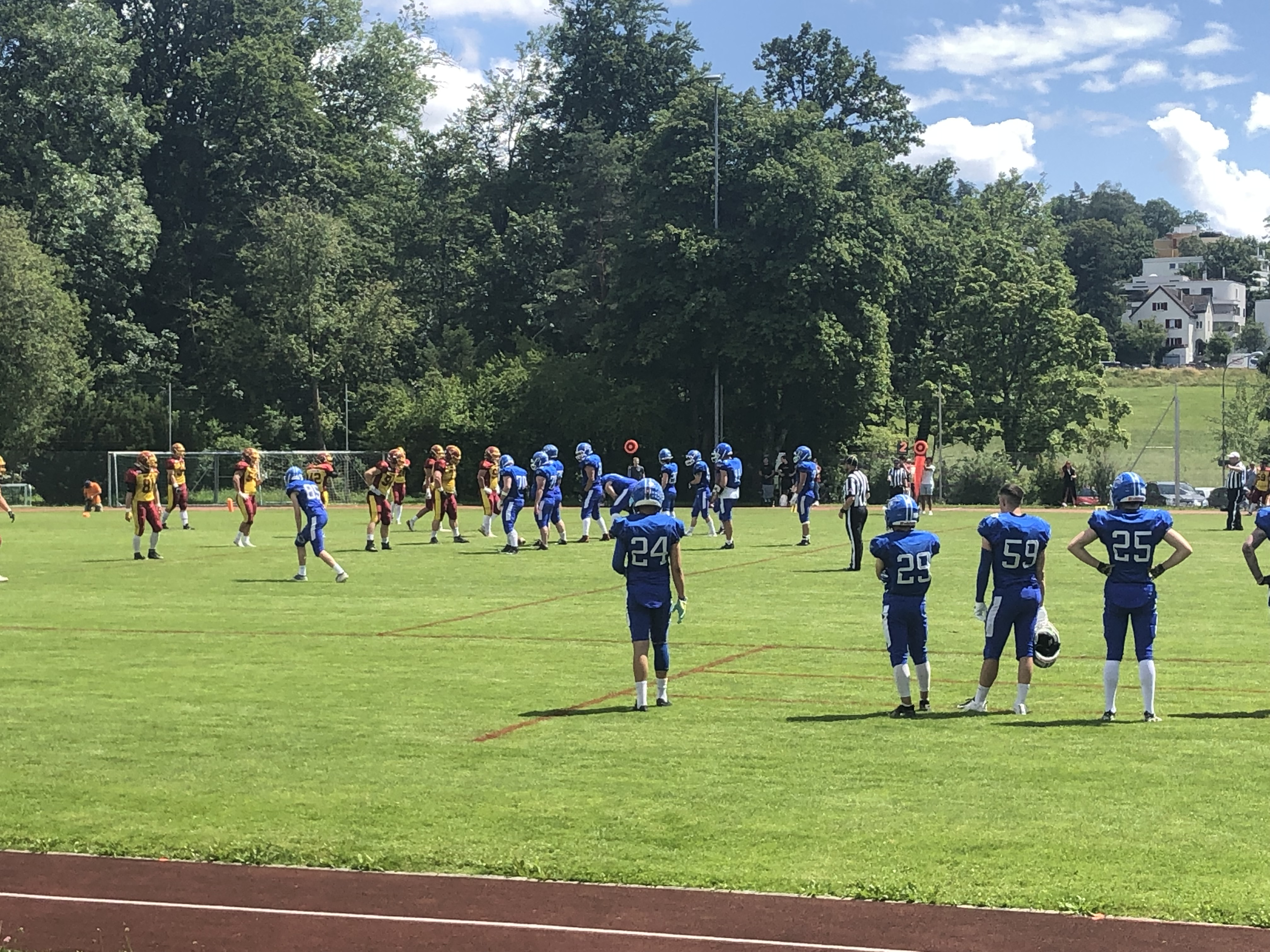
Spiel in der Saison 2021 gegen die Winterthur Warriors

Aufgrund der COVID-19-Pandemie wurde die reguläre Saison 2020 nicht abgehalten oder zumindest in veränderter Form. Die Teams der NLA und NLB spielten einen sogenannten Fall Cup aus (die Teams der NLC einen eigenen). Die Renegades meldeten sich für den Fall Cup an und konnten ihre Gruppe bestehend aus den Gladiators beider Basel, den Luzern Lions und den Thun Tigers mit zwei Siegen und vier Niederlagen auf dem dritten Rang beenden.

### Neustart 2023
An der Generalversammlung Ende 2021 stimmte die Mehrheit der anwesenden Vereinsmitglieder dem Vorschlag des Vorstandes zu, alle Aktivitäten des First Teams des Vereins – die Tackle-Football-Herrenmannschaft – in eine Aktiengesellschaft auszulagern. Ziel war es, mit diesen kommerziellen Konstrukt als Schweizer Kandidat zur Teilnahme an der European League of Football ELF attraktiv zu werden. Eine zweite Intention war, damit den Verein als ganzes zu professionalisieren. Im Frühjahr 2022 aber präsentierte sich eine Gruppe Investoren der Öffentlichkeit, welche ein neues Football-Team Helvetic Guards zu gründen beabsichtigten und bereits eine Lizenz als ELF-Team der Schweiz beantragten. Die Helvetic Guards nahmen den Spielbetrieb auf und engagierten sich 2023 erstmals in der ELF als Schweizer Franchise. Einige Spieler des First Teams der Renegades wechselten zu den Guards.
Das unerwartete Auftauchen der Helvetic Guards, aber auch die mangelnde Performance des aktuellen Vorstandes und die harzige Umsetzung des AG-Gedanken, veranlassten einige Vereinsmitglieder dazu, der GV Ende 2022 einen Neustart als besser strukturierter Verein vorzuschlagen. Dazu kandidierte eine Gruppe aus langjährigen Renegades-Mitgliedern auch gleich für den Vorstand und unterbreitete ihr neues Konzept. Es folgte eine turbulente, ordentliche GV 2022, welche aus zeitlichen Gründen vertagt werden musste. An einer wenige Wochen darauf folgenden, zweiten GV 2022, die nicht weniger turbulent verlief, gab die GV der "Rebellen"-Gruppe und dem bisherigen Vorstand den Auftrag, eine Synthese der beiden Konzepte zu finden. Die GV ernannte dazu einen neuen Vorstand, bestehend aus neuen und alten Vorstandsmitgliedern. Im Laufe der nachfolgenden Verhandlungen zog sich der bisherige und nicht wieder gewählte Präsident des Vereins als Urheber der AG-Idee zurück, womit diese in den kommenden Wochen nicht mehr weiter verfolgt werden konnte.
Der Vorstand setzte daraufhin Anfang 2023 das Vereinskonzept so weit wie möglich um; insbesondere wurden neue Sponsorenverträge eingegangen, ein neues Catering und Marketing aufgezogen – beides mit dem Ziel, Geld für den Verein zu verdienen – und ein neues Vereinslogo löste das bisherige, nunmehr vierzig Jahre alte, ab. So wurde der Neustart des Vereins auch visuell vermittelt. Zum Vereinskonzept gehörte auch die Gründung eines Frauen-Flag-Teams, was ebenfalls in den ersten Monaten 2023 umgesetzt wurde. Die Season 2023 Anfang März konnten Die Zurich Renegades dann sogar mit dem ersten Club-Bus der Vereinsgeschichte starten.
Mit dem Zuzug von bewährten Football-Spielern, zum Beispiel Clark Evans von den Bern Grizzlies, wurde auf der sportlichen Seite das First Team (Nationalliga A) gestärkt. Erstmals seit 2014 stand damit die erste Mannschaft der Renegades 2023 wieder im Halbfinal der Schweizer Meisterschaft. Auch im Flag-Football konnten Erfolge verbucht werden: Erstmals eroberte das U16-Flag-Football-Team der Renegades 2023 den Schweizermeistertitel. Und das U13-Flag-Team sicherte sich den 7. Meistertitel – den sechsten in Folge.

## Juniorenabteilung American (Tackle) Football
Bereits im dritten, vollen Vereinsjahr (1986) gründete der Club ein erstes Junioren-Team. Die U19-Juniors waren das erste Junioren-Team eines Schweizer Football-Clubs. Sie gewannen 1992 die allererste Junioren-Schweizermeisterschaft. Und sie sind mit neun Meistertiteln bis heute auch das erfolgreichste Junioren-Team in der Schweiz. Mit den Juniors erkannten die Renegades, wie wichtig ein eigener Nachwuchs ist, da sonst junge Football-Interessierte gleich im First Team mitspielen müssten, was niveaumässig schwierig wäre. Und Nachwuchs von anderen Clubs zu erhalten war (und ist) noch schwieriger: Für einen lebendigen Wechselmarkt gibt es in der Schweiz zu wenig Mannschaften.
Auch deshalb riefen die Renegades 2007 ein zweites, jüngeres Tackle-Football-Juniorenteam ins Leben, die U16. Mit diesen zwei Teams kann der Verein Jugendlichen bereits früh das Spielen dieser Sportart ermöglichen. Gleichzeitig erhält das First Team immer wieder neue, gut ausgebildete Spieler aus dem eigenen Vereinsnachwuchs.

## Flag Football
Schön früh erkannten die Renegades die Möglichkeiten, welche sich für den Verein mit Flag Football zusätzlich bot. Und das ein reges Interesse an dieser Sportart existiert, gerade auch von Tackle-Football-Spielern, welche zum Beispiel aus beruflichen Gründen etwas zurückstecken mussten. 2001 gründete die Renegades ihr erstes Flag-Football-Team, das in der obersten Liga spielt. Heute – 2024 – spielen acht Flag-Teams in den Farben der Renegades.
Auch im Flag setzten die Renegades auf eine starke Juniorenabteilung, sodass der Verein heute Jugendlichen den Einstieg in den Football-Sport bereits ab acht Jahren anbieten kann. Motivierten Jugendlichen ist es möglich, innerhalb eines Vereins bis in die Nationalliga A Mannschaft entweder des Flag- oder des Tackle-Footballs aufzusteigen. Die Juniorenabteilung besteht aus einer U16 (Gründungsjahr 2014) und zwei U13-Teams (2005). Das U13-Teams ist mit sieben Meistertiteln das erfolgreichste Flag-Juniorenteam der Schweiz, sodass der Club die erfolgreichsten Flag-Junioren- und Tackle-Junioren-Abteilungen führen darf.
2023 kamen ein Only-Women-Team und ein Flag-Plausch-Teams dazu, beide spielen in den jeweiligen Ligen des Verbandes. 2024 wurde eine zweite Mannschaft in der NFFL C gestellt. Somit konnte der Verein ab 2024 total 4 erwachsenen Flag Mannschaften stellen (3 Herren/Mixed, 1 Damen). Mit der Gründung der U11 Liga konnten anstatt zwei U13-Mannschaften, eine U11- und eine U13-Mannschaft gestellt werden. Darüber hinaus konnten in der U16 Liga zwei Mannschaften auflaufen. Im Ganzen vertreten dadurch 2024 acht Flag Mannschaften die Zürich Renegades.

## Stadion und Trainingsort
Als Stadtzürcher Verein spricht sich der AFC Zurich Renegades bei der Trainingsplatz- und Stadionnutzung mit dem Sportdepartement der Stadt Zürich ab. Aufgrund der hohen Dichte an Fussballvereinen in der Stadt ist eine freie Rasenwahl für die Durchführung der Spiele nicht möglich. Die Trainings der Mannschaften werden nach Absprache mit dem Sportdepartement der Stadt Zürich seit 1984 auf der Rasensportanlage Forrenweid in Zürich-Fluntern und seit den 1990er Jahren beim Sportzentrum Witikon in Zürich-Witikon abgehalten. Dazu kommt die Nutzung weiterer Stadtzürcher Sportanlagen, namentlich beim Sportzentrum Heerenschürli in Zürich-Schwamendingen.
Ein Grossteil der Spiele wird beim Sportzentrum Witikon (umgangssprachlich Sportplatz Looren) ausgetragen. Für vereinzelte wichtige Spiele konnte mit der Stadt eine Nutzung für das Stadion Utogrund ausgehandelt werden, welches sich in Albisrieden befindet. Das Stadion weist eine Kapazität von rund 2'850 Zuschauerplätzen auf und wurde einst durch den FC Zürich erbaut.

## Teams
- Seniors NLA (Tackle Football, Männer ab 20 Jahre)
- Juniors U19 Elite (Tackle Football, Knaben 17–19 Jahre)
- Juniors U16 (Tackle Football, Knaben 14–16 Jahre)
- Flag NFFL A (Flag Football, mixed ab 17 Jahre)
- Flag NFFL W (Flag Football, Frauen ab 17 Jahre, seit 2023)
- Flag NFFL C (Flag Football, mixed ab 17 Jahre, seit 2024)
- Flag NFFL C Plausch (Flag Football, mixed ab 17 Jahre, seit 2023)
- Flag U16 (zwei Teams, Flag Football, mixed 14–16 Jahre)
- Flag U13 (Flag Football, mixed 12–13 Jahre)
- Flag U11 (Flag Football, mixed 7–11 Jahre)

## Erfolge
Tackle Football (Firstteam):
- 12 × Teilnahmen Swiss Bowl
- 7 × Swiss Champion: 1987, 1988, 2001, 2002, 2004, 2005, 2008
- 5 × Vizemeister: 1986, 2000, 2006, 2009, 2024
- 2 × NLB Meister: 2018, 2019
- Teilnahme EFAF Cup: 2002, 2003, 2006 (als erstes CH-Team Halbfinale erreicht), 2009, 2010
- Teilnahme am Eurobowl: 1988

Tackle Juniors:
- 9 × U19 Swiss Champion: 1992, 1993, 1997, 1998, 2000, 2009, 2011, 2012, 2022
- 4 × U19 Vizemeister: 2010, 2013, 2014, 2016
- 2 × U16 Swiss Champion: 2009, 2010
- 3 × U16 Vizemeister: 2012, 2020, 2021
- Tomahawks, Schweizer Meister: 2007

Flag Football:
- 3 × NFFL A Swiss Champion: 2010, 2014, 2016
- 3 × NFFL A Vizemeister: 2011, 2012, 2013
- 1 × NFFL W Vizemeister: 2023
- 1 × U16 Swiss Champion: 2023, 2024
- 2 × U16 Vizemeister: 2014, 2018, 2024
- 7 × U13 Swiss Champion: 2007, 2018, 2019, 2020, 2021, 2022, 2023

Cheerleader:
- Schweizer Meister 2003 (Dance), 2004 (Cheers und Group Stunt)